# Megan Rapinoe
Megan Rapinoe (/ɹəˈpiːnoʊ/ (écouter), née le 5 juillet 1985 à Redding (Californie), est une joueuse internationale américaine de football qui joue au poste d’attaquante et est capitaine de l’OL Reign en National Women’s Soccer League (NWSL).
Elle commence à jouer professionnellement en 2002 pour l’équipe du club Elk Grove Pride et entre dans l'équipe nationale des États-Unis fin 2003.
Rapinoe a été co-capitaine de l’équipe nationale aux côtés de Carli Lloyd et Alex Morgan de 2018 à 2020. Elle avait précédemment joué pour les Red Stars de Chicago, l’Independence de Philadelphie et MagicJack en Women's Professional Soccer (WPS), ainsi que pour l’Olympique lyonnais en Division 1 Féminine.
Rapinoe a remporté la médaille d’or avec l’équipe nationale aux Jeux Olympiques d’été de Londres de 2012, à la Coupe du monde féminine de la FIFA 2015 et à la Coupe du monde féminine de la FIFA 2019. Gagnante du Soulier d’or féminin et du Ballon d’or féminin lors de la Coupe du monde féminine de la FIFA 2019 en France et nommée Meilleure Joueuse de la FIFA en 2019, elle a également joué avec l’équipe nationale aux Jeux olympiques d’été de 2020 à Tokyo, remportant la médaille de bronze.
Rapinoe est connue pour posséder un style de jeu astucieux sur le terrain. Lors de la Coupe du monde féminine de la FIFA 2011, sa frappe croisée précise avec Abby Wambach à la 122e minute du quart de finale contre le Brésil lors des tirs au but permit à l'équipe américaine de finir en demi-finale. Lors des Jeux olympiques de Londres de 2012, elle a marqué trois buts et récolté quatre passes décisives pour mener les États-Unis à la médaille d’or. Elle est la première joueuse, tous sexes confondus, à marquer un but directement depuis un corner aux Jeux Olympiques, l'ayant fait deux fois.
Rapinoe est une défenseuse de nombreuses organisations LGBT, y compris le Gay, Lesbian & Straight Education Network (GLSEN) et Athlete Ally. En 2013, elle a reçu le prix du conseil d’administration du Los Angeles Gay and Lesbian Center. Elle milite pour l'égalité dans le sport, et a notamment contribué à l'obtention de l'égalité salariale pour les membres des équipes nationales de football aux États-Unis.
Elle est sponsorisée par Nike, Procter & Gamble, BodyArmor, Hulu, LUNA Bar, Samsung et DJO Global. Elle a réalisé plusieurs placements de produit, notamment pour la société de vêtements Wildfang, ainsi que pour Nike.
En 2019, parallèlement à sa carrière sportive, elle a cofondé une marque de style de vie non sexiste, re-inc, avec ses collègues athlètes Christen Press, Tobin Heath et Meghan Klingenberg.
Rapinoe a été choisie à deux reprises comme faisant partie des 100 personnes les plus influentes du magazine Time. En juillet 2022, elle reçoit la médaille présidentielle de la Liberté.

## Biographie

### Jeunesse
Megan Anna Rapinoe est née le 5 juillet 1985 à Redding, en Californie,. Elle y grandi avec ses parents, Jim et Denise, et cinq frères et sœurs, dont sa sœur jumelle Rachael Rapinoe,,. Denise et Jim ont élevés sept enfants ensemble, pas tous les leurs. Denise a un fils et une fille, Michael et Jenny, issus d’un précédent mariage. Puis vint le frère aîné Brian, puis les jumeaux cinq ans plus tard. Jim et son grand-père Jack ont tous deux servi dans l’armée.
Megan Rapinoe a des origines italiennes (par son grand-père paternel) et irlandaises.
Elle a commencé à jouer au football à l’âge de trois ans après avoir vu son frère aîné Brian y jouer,,. Les sœurs jumelles commencent à jouer à partir de l'âge de 5 ans.
Alors qu'elle est âgée de 10 ans, Brian — qui a alors 15 ans — a été placé en détention pour mineurs pour trafic de drogue,,,, et a ensuite connu différentes prisons. Pour Rachael et Megan, le football était un moyen de s’éloigner de l’abus de drogues qui est répandu dans les zones rurales de Californie. Depuis le succès de sa petite sœur, Brian tente de reprendre sa vie en main. Dans des propos rapportés en 2019 par ESPN, Brian a déclaré : « J'étais son idole [à Megan]. Mais désormais, et ça ne fait pas l'ombre d'un doute, c'est elle mon idole! ».
Leur père devient leur coach.

### Lycée
Rapinoe a joué pour l’équipe du club Elk Grove Pride, située au sud de Sacramento,,. Elle a joué pour l’équipe du Programme de développement olympique de l’État de Californie du Nord (ODP) des moins de 14 ans en 1999, ainsi que pour l’équipe régionale ODP en 2002. Elle a également participé à des compétitions d’athlétisme et de basketball au lycée. Elle a également participé au 3e Jeux annuels de football McDonald’s All American High School.

### Formation
Depuis 2008, elle est diplômée en sociologie.

### Carrière

#### En club

##### Elk Grove United, de2002à2005
De 2002 à 2005, Rapinoe évolue avec le Elk Grove Pride de la Women's Premier Soccer League (WPSL) avec sa sœur, Rachael, et sa future coéquipière nationale, Stephanie Cox,. En quatre saisons, elle marque 25 buts pour son équipe. De 2004 à 2008, elle joue pour l'équipe de son université : les Portland Pilots de l'université de Portland. L'équipe gagne le championnat de sa conférence en 2004, 2005, 2007, 2008, et le championnat national de la NCAA en 2005.[réf. nécessaire] Lors du championnat national de football des jeunes des États-Unis, elle a marqué un but égalisateur à la 18e minute pour égaliser 1-1 contre les Peachtree City Lazers. Elk Grove United a terminé deuxième chez les Nationals après que les Lazers eurent marqué un but gagnant en deuxième période.

##### Université de Portland, de2005à2008

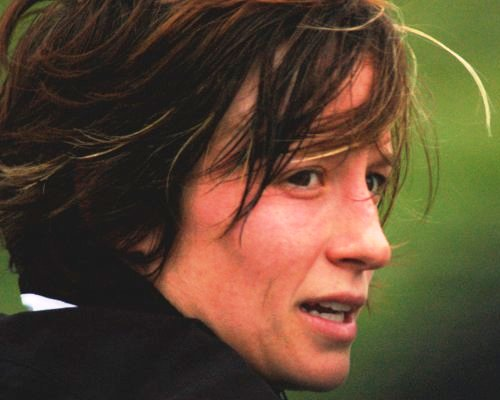
Photo prise au WPS All Star Match à Fenton MO, le 30 août 2009.

Rapinoe et sa sœur ont toutes deux fréquenté l’Université de Portland à Portland, en Oregon. Les jumelles Rapinoe se sont presque engagées à l’Université de Santa Clara avant de choisir de jouer pour les Portland Pilots avec des bourses complètes. Rapinoe a participé à la Coupe du monde féminine de football des moins de 19 ans de 2004 où les États-Unis ont terminé troisièmes. Le résultat a été qu’elle a peu joué dans son équipe universitaire cette année-là.
En 2005, Rapinoe a aidé les Pilots à une saison invaincue et au championnat de soccer féminin de la division I de la NCAA. Lors du quart de finale de la Coupe Universitaire contre Notre Dame, elle a marqué deux fois et a servi une passe, aidant les Pilots à gagner 3-1 et à progresser dans la Coupe Universitaire. Lors de la finale de la College Cup contre UCLA, elle marque un but et sert une passe décisive pour aider les Pilots à l’emporter 4-0. Elle a été nommée NSCAA First Team All-American et a fait partie de la Soccer America First Team Freshman All-America. Rapinoe a fait partie de l’équipe du tournoi du championnat de soccer féminin de la NCAA et a été la première année de l’année de la West Coast Conference. Elle a également été nommée dans la All-West Coast Conference First Team et la All-West Coast Conference Freshman Team. Rapinoe a joué et commencé les 25 matchs en tant que milieu offensif, marquant 15 buts et ajoutant 13 passes pour 43 points – se classant cinquième pour les totaux de points de première année dans l’histoire de l’école. Cette année-là, elle a également marqué sept buts gagnants.
Lors d’un match contre l’Université d’État de Washington le 5 octobre, elle a subi sa première blessure au ligament croisé antérieur (LCA). Malgré cela, elle est l’une des quatre joueuses de Portland dans l’histoire du programme, dont Christine Sinclair, Tiffeny Milbrett et Shannon MacMillan, à marquer 25 buts et 15 passes décisives en deux saisons. En 2007, Rapinoe a subi sa deuxième blessure au LCA en fin de saison deux matchs après le début de la saison. Elle a obtenu une dispense de difficultés médicales de la National Collegiate Athletic Association (NCAA), mais ne l’a pas utilisée.
Après avoir pris son temps pour se remettre de sa deuxième blessure au LCA, Rapinoe est revenue pour la saison 2008 et a été sur la liste des partants dans les 22 matchs des Pilots. Elle a aidé l’équipe à obtenir une fiche de 20-2 en marquant cinq buts et en servant 13 aides. Ses 13 passes décisives se classent au premier rang pour les Pilots ainsi que dans la West Coast Conference et elle est nommée joueuse de l’année de la West Coast Conference. Elle a également été nommée dans le magazine Soccer America First-Team All-American et la NSCAA Second Team All-American. Bien qu’il lui restait encore une saison d’admissibilité à l’université en raison de sa dispense de difficultés médicales de la NCAA, elle a choisi de participer au repêchage de soccer professionnel féminin à la place. « Je sais que cela semble bizarre, mais me blesser a été l’une des meilleures choses qui me soient arrivées. Cela m’a vraiment donné une perspective différente. Avant, tout se passait comme prévu et je n’appréciais pas vraiment ce que je faisais et ce qu’il fallait pour être là. La blessure m’a ancré de différentes façons. Le processus de réadaptation vous rend plus fort sur tous les fronts, mentalement et physiquement. Je me sens plus forte et une meilleure personne pour cela. Je ne le souhaiterais jamais à personne, mais je ne souhaite pas pouvoir le reprendre. »

##### Women's Professionnel Soccer (WPS),2009-2011
À la création de la Women's Professional Soccer (WPS)— la plus haute division de soccer aux États-Unis à l’époque — en 2009, Rapinoe est la deuxième joueuse sélectionnée par les Red Stars de Chicago pour sa saison inaugurale. Elle a été titulaire dans 17 des 18 matchs au cours desquels elle est apparue pour les Red Stars pour un total de 1 375 minutes sur le terrain. Elle joue les saisons 2009 et 2010 avec les Red Stars.
À l'intersaison 2010-2011, les propriétaires du club des Red Stars annoncent que l'équipe ne participera pas à la saison 2011 de la WPS pour des raisons financières, et vont jouer dans la ligue Women's Premier Soccer League (WPSL).
Rapinoe rejoint alors l'équipe des Independence de Philadelphie. Au cours de la saison 2011, elle est échangée au magicJack pour le Boca Raton,,.

##### Sydney FC et Seattle Sounders Women,2011-2012
En octobre 2011, Rapinoe signe avec l’équipe australienne de W-League Sydney FC en tant que joueuse invitée pour deux matchs. Lors de son deuxième match contre Melbourne Victory, elle marque à sept minutes de la fin pour sceller trois points pour Sydney. Cette victoire est la première pour Sydney lors de la saison 2011-2012 qui finit troisième de la saison régulière et s’est qualifié pour les playoffs où il a été battu par Brisbane Roar aux tirs au but,.
Après la suspension des activités de la Women's Professional Soccer en février 2012, elle signe avec les Sounders Women de Seattle.
Au cours de l’été 2012, Rapinoe s’est jointe à ses collègues de l’équipe nationale Hope Solo, Sydney Leroux, Alex Morgan et Stephanie Cox pour jouer avec l'équipe des Sounders de Seattle. Entretemps, elle reste dans l'équipe nationale pour préparer les Jeux olympiques d'été de 2012. À propos de la signature, l’entraîneure-chef des Sounders, Michelle Français, a déclaré : « Découlant de son leadership et de son succès à l’Université de Portland, Megan a continué d’évoluer et de devenir l’une des joueuses les plus excitantes, imprévisibles, créatives et tape-à-l’œil du jeu féminin. » Rapinoe a fait deux apparitions au cours de la saison régulière avec l’équipe, servant deux passes décisives. Avec la présence de Rapinoe et de ses coéquipières nationales dans l'équipe,, les Sounders ont vendu neuf de leurs dix matchs à domicile au stade Starfire Sports d’une capacité de 4 500 places. L’affluence moyenne au cours de la saison 2012 pour les Sounders Women était quatre fois plus élevée que celle de l’équipe la plus proche.
Sur les 10 nommées pour le prix de meilleure Joueuse mondiale de la FIFA 2012, elle termine à la 9e place derrière sa néo-partenaire lyonnaise Camille Abily qui elle, se hisse à la 7e position.

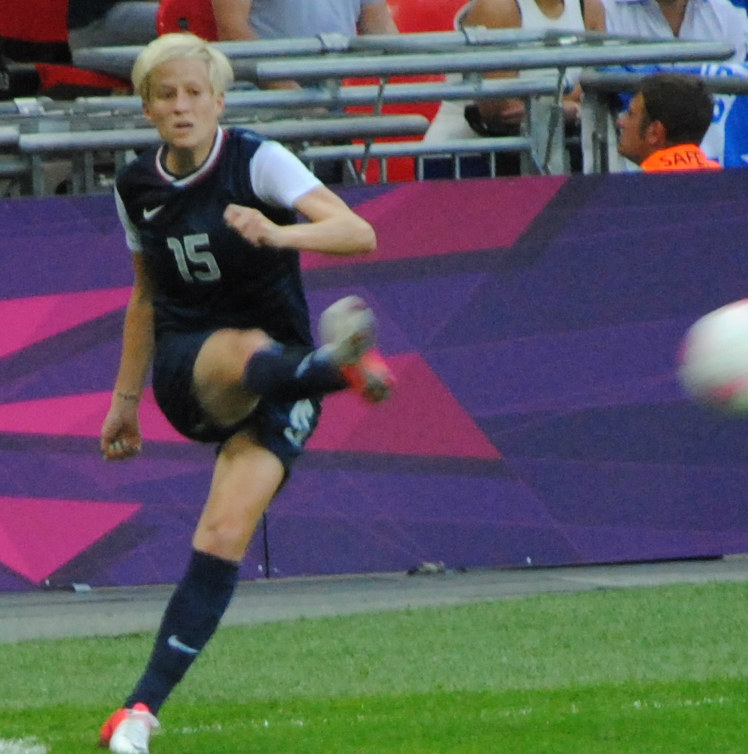
Megan Rapinoe donnant un coup de corner lors d'un match États-Unis-Japon, le 9 août 2012.

##### Olympique Lyonnais,2013-2014
Le 10 janvier 2013, elle signe à l'Olympique lyonnais un contrat d'une durée de 6 mois, l’équipe ayant déjà remporté six championnats de France consécutifs et deux titres européens consécutifs, pour un montant déclaré de 11 000 € (soit environ 14 000 $) par mois. Durant une interview, son père a déclaré : « le club a montré un grand intérêt pour elle et a proposé un bon contrat. Ma fille a toujours souhaité jouer à l'étranger » Elle rejoint ensuite le Reign FC de Seattle où elle est mise à disposition le 11 janvier 2013,. Pour sa première apparition sous le maillot lyonnais lors d'un match amical contre Shanghai (5-0), elle marque sur coup franc. Son premier but en D1 intervient lors de la victoire contre Guingamp (5-1) le 23 février 2013.
Rapinoe a fait ses débuts en Ligue des champions féminine de l'UEFA lors du match aller des quarts de finale 2012-13 contre le FC Rosengard le 20 mars. Elle marque un but au cours de ses 24 minutes sur le terrain, contribuant à la victoire finale 5-0 de Lyon. Elle a ensuite marqué un but et servi une passe décisive lors de la victoire 6-1 de Lyon contre le FCF Juvisy lors du match retour des demi-finales. Rapinoe est devenue la cinquième Américaine de l’histoire à disputer une finale de Ligue des champions lorsque Lyon affronte le VfL Wolfsburg le 23 mai,, Lyon s’incline 1-0 en finale. Rapinoe a conclu ses débuts en Ligue des champions après cinq apparitions, marquant deux buts et servant une passe décisive.
Après son retour à Lyon pour la saison 2013-2014 Rapinoe a marqué trois buts en huit apparitions pour le club. Lors de la Ligue des champions 2013-2014, elle a fait quatre apparitions pour Lyon et a marqué un but lors de la défaite 6-0 de l’équipe contre le FC Twente,,.
À cause de désaccords avec son entraîneur Patrice Lair, elle quitte l'OL en février 2014,, et retourne au Seattle Reign pour toute la saison 2014. Elle termine son temps avec Lyon en marquant 5 buts en 12 matches toutes compétitions confondues, principalement en tant qu’ailier gauche dans la formation 4-3-3 de l’équipe,,,. Elle décroche deux titres de championne de France, en 2013 et 2015.

##### Seattle Reign FC,2013-2023

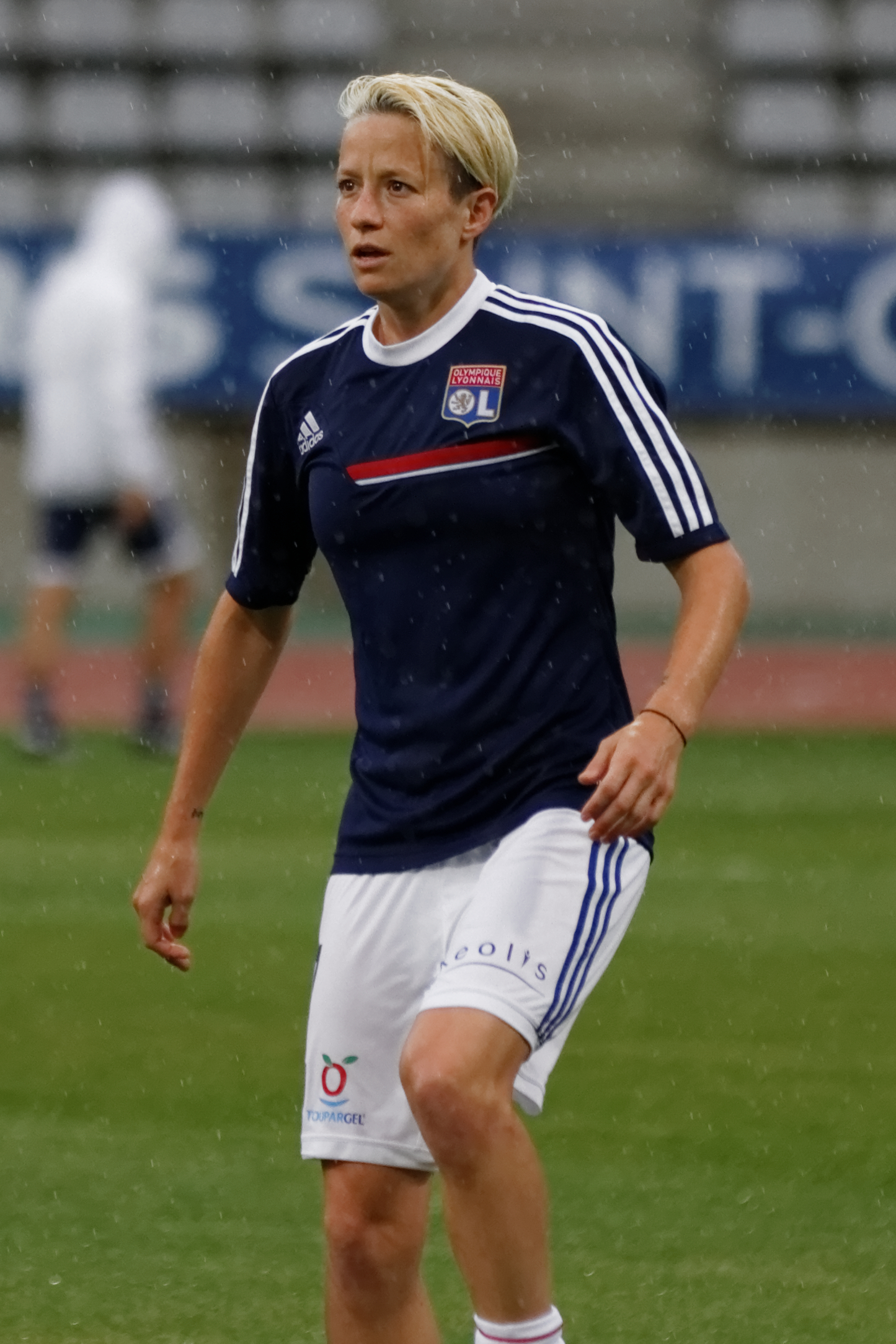
Megan Rapinoe à l'Olympique lyonnais, en 2013.

En 2013, Rapinoe rejoint le Seattle Reign FC auquel elle avait précédemment été affectée dans la National Women’s Soccer League. L’ajout de Rapinoe, de sa coéquipière de l'équipe nationale et au Seattle Sounders Women, Hope Solo, et de quelques changements d’alignement en première ligne, ont permis aux Reign d'améliorer leur capacité à marquer des buts et ont redressé leur record de la ligue. Lors d’un match contre son ancienne équipe dans la WPS, les Chicago Red Stars, Rapinoe a joué un rôle direct dans les quatre buts de Seattle, menant l’équipe à une victoire 4-1 contre Chicago. Après avoir marqué deux buts et servi une passe décisive pendant le match, elle a été nommée joueuse de la semaine de la NWSL pour la semaine 16 de la saison 2013 de la NWSL. Bien qu’il n’ait joué qu’environ la moitié de la saison (12 des 22 matchs de saison régulière), Rapinoe a été la meilleure buteuse du Reign avec cinq buts.
Après avoir subi une blessure au pied lors du premier match à domicile de la saison 2014 le 13 avril,, Rapinoe a disputé plusieurs matchs et a fait sa deuxième apparition de la saison le 3 juillet contre Western New York Flash. Ses quatre buts et une aide au cours de la saison régulière ont aidé le Reign à remporter le titre de la saison régulière de la ligue (NWSL Shield) avec une fiche de 16-2-6 et 54 points - 13 points devant l’équipe de deuxième place, fc Kansas City. Lors de la demi-finale des séries éliminatoires de l’équipe contre Washington Spirit, Rapinoe marque un but aidant le Reign à gagner 2-1 et à se qualifier pour la finale du championnat contre le FC Kansas City. Malgré le but de Rapinoe lors de la finale du championnat, le Reign est finalement battu par Kansas City 2-1.

Rapinoe retourne au Reign pour la saison 2015. Lors du premier match de l’équipe contre Western New York Flash, elle marque son premier tour du chapeau professionnel et sert une passe décisive à Jess Fishlock pour aider le Reign à vaincre le Flash 5-1,. Elle a par la suite été nommée joueuse de la semaine de la NWSL de la ligue pour la semaine 1 de la saison,.

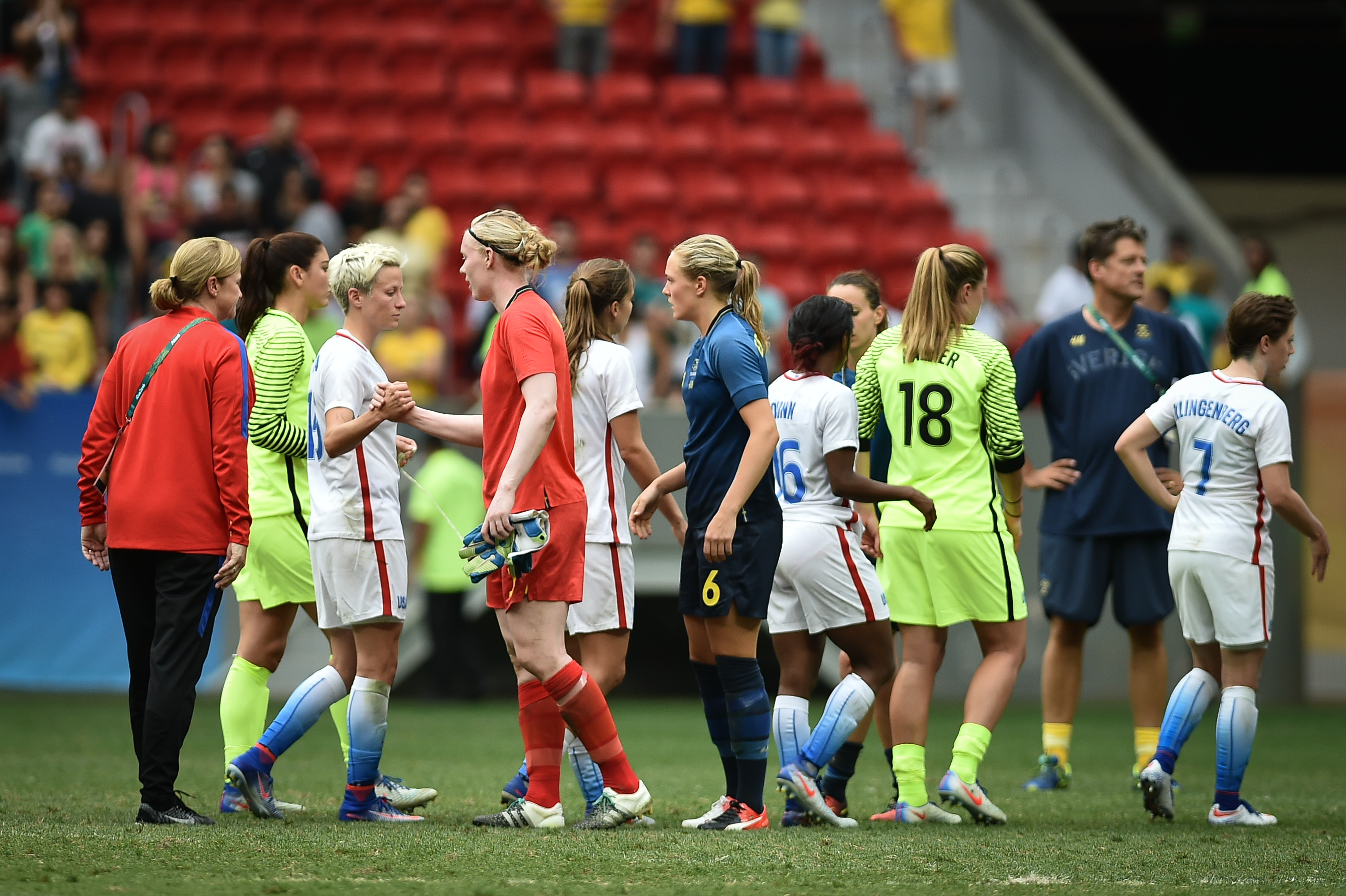
Match Etats-Unis-Suède lors du quart de finale des Jeux olympiques de 2016 au Brésil.

Le 8 octobre 2018, la joueuse est nommée parmi les quinze prétendantes au premier Ballon d'or féminin (elle se classera 9e).
En 2019, elle est sacrée ballon d’or,. En septembre 2019, le Reign FC a reconnu Rapinoe, ainsi que 11 autres, comme une légende du Reign FC, rejoignant les 36 légendes précédentes.
En 2022, lors d'un match entre le Reign FC et Orlando, elle marque un but, permettant à son club de remporter la Women’s Cup.
Fin 2022, elle renouvelle son contrat avec l'OL Reign pour la saison 2023. Elle avait déjà renouvelé son contrat en février 2022.
Elle a joué son dernier match le 6 octobre 2023 au Lumen Field face au Washington Spirit, où elle était titulaire,. Lors de la rencontre, elle est victime d'une blessure au talon,. Elle a passé l’intégralité de sa carrière — soit onze saisons — avec ce club.

#### En sélection nationale

##### Équipe nationale junior
Rapinoe a joué pour l’équipe nationale de football des moins de 16 ans des États-Unis en 2002 et a voyagé avec l’équipe en France et à Houston, au Texas. Elle a également participé au tournoi international de la United States Youth Soccer Association à Houston en mai 2003.
De 2003 à 2005, Rapinoe a joué pour l’Équipe des États-Unis féminine de soccer des moins de 20 ans. Elle a fait 21 apparitions et a marqué 9 buts. Son premier match avec l’équipe des moins de 19 ans a eu lieu en janvier 2003 à Chula Vista, en Californie. Elle participe avec l’équipe lors d’une tournée européenne aux Pays-Bas et en Allemagne en juillet 2003. Elle marque son premier but avec l’équipe contre le Mexique le 1er mars 2003. Elle a disputé 3 matchs lors du tournoi de qualification des moins de 19 ans de la CONCACAF en 2004, marquant trois buts. Lors de la Coupe du monde féminine de football des moins de 19 ans 2004 en Thaïlande, elle a marqué 3 buts, dont un lors de la victoire contre le Brésil,,.
Rapinoe a donc joué 21 matches et marqué 9 buts pour son pays avec l'équipe nationale des moins de 19 ans.

##### Équipe nationale senior

###### 2006-2009
Rapinoe a commencé à travailler avec l’Équipe nationale féminine de football des États-Unis au camp de résidence de l’équipe à Carson, en Californie en 2006. Rapinoe dispute son premier match aves l'Équipe nationale sénior des États-Unis, le 23 juillet 2006 contre l'Irlande. Elle a marqué ses deux premiers buts avec les États-Unis le 1er octobre 2006, lors d’une rencontre amicale contre Taïwan.
Rapinoe n'a pas joué pour l'équipe nationale américaine en 2007 et 2008 en raison de blessures sérieuses du ligament croisé et a ensuite manqué la coupe du Monde Féminine de la FIFA 2007 et les Jeux Olympiques de Pékin de 2008.
De retour dans l’équipe en 2009, elle joue 7 matchs, fait une passe et inscrit deux buts. Elle a joué six des sept matchs qu'elle a disputés cette année-là.
Lors de la Coupe de l’Algarve 2009, Rapinoe mène l’équipe à une victoire 1-0 lors du troisième match de la phase de groupes de l’équipe du tournoi contre la Norvège. Après que les États-Unis aient fini en tête de leur groupe, ils ont été battus lors d’une séance de tirs au but par la Suède en finale du championnat.

###### 2009-2011, coupe du monde de la FIFA
En 2010, Rapinoe a débuté huit des dix matchs auxquels elle a participé et a marqué quatre buts avec deux passes décisives. Rapinoe a marqué contre la Suède et la Chine et deux fois contre le Guatemala lors du tournoi de qualification pour la coupe du monde féminine de la CONCACAF 2010, dans lequel elle a joué trois matchs.
Le 10 octobre 2010, sa ville natale, Redding, a organisé la "Megan Rapinoe Day" en son honneur.
Après avoir terminé troisièmes du tournoi, les États-Unis se sont rendus en Italie pour se disputer une place à la Coupe du Monde Féminine de la FIFA 2011 dans le barrage UEFA-CONCACAF contre l’Italie. Lors du deuxième match de l’équipe de la série, Rapinoe a servi l’aide pour le but gagnant d’Amy Rodriguez aidant les États-Unis à obtenir une place pour la Coupe du monde de 2011.
Le 2 juillet 2011, elle marque son premier but en Coupe du monde en Allemagne lors du match contre la Colombie et célèbre son but en chantonnant « Born in the U.S.A. » de Bruce Springsteen avec un micro placé au bord du terrain. Lors de cette coupe du monde, elle évolue en milieu gauche. À l'origine droitière, Rapinoe frappe avec les deux pieds.[réf. nécessaire]. D'après Ivan GADAY, « Son football apporte une note créative et technique à sa sélection, qui s’incline en finale de la compétition face au Japon. ».

###### Jeux olympiques de2012
Rapinoe a aidé les États-Unis à remporter une médaille d’or aux Jeux olympiques de 2012 à Londres.
Lors du deuxième match de la phase de groupes de l’équipe contre la Colombie, elle marque un but à la 33e minute dans ce qui deviendra une victoire 3-0 pour les Américaines. Après que les États-Unis aient battu la Corée du Nord 1-0 dans leur dernier match de la phase de groupes, ils ont affronté la Nouvelle-Zélande en quarts de finale et ont gagné 2-0.
Lors de la demi-finale contre le Canada à Old Trafford, Rapinoe a marqué deux buts égalisateurs aux 54e et 70e minutes. Son premier but a été marqué directement à partir d’un corner. Elle est la première et jusqu’à présent la seule joueuse, homme ou femme, à avoir marqué un but olympique aux Jeux Olympiques. Les États-Unis ont vaincu le Canada 4-3 avec un but dans les arrêts de jeu à la 123e minute par Alex Morgan. Avec ses deux buts, Rapinoe est l’une des cinq seules joueuses, dont Wei Haiying, Cristiane, Angela Hucles et Christine Sinclair, à avoir marqué deux buts lors d’une demi-finale olympique,.
L’équipe des États-Unis est sacrée championne olympique,,, après avoir battu le Japon 2-1 au stade de Wembley devant 80 203 spectateurs – la plus grande foule jamais organisée pour un match de football olympique féminin. Rapinoe a assisté au deuxième but de Carli Lloyd en finale à la 53e minute. Elle a terminé le tournoi avec trois buts et quatre passes décisives (à égalité avec Alex Morgan),. Largement considérée comme l’un des meilleures joueuses des Jeux olympiques, Rapinoe a été nommée sur de nombreuses listes « Équipe du tournoi », y compris celles sélectionnées par la BBC et All White Kit.
Rapinoe a réalisé 12 buts et 41 passes décisives pour les États-Unis en 2012.

###### 2013-2014

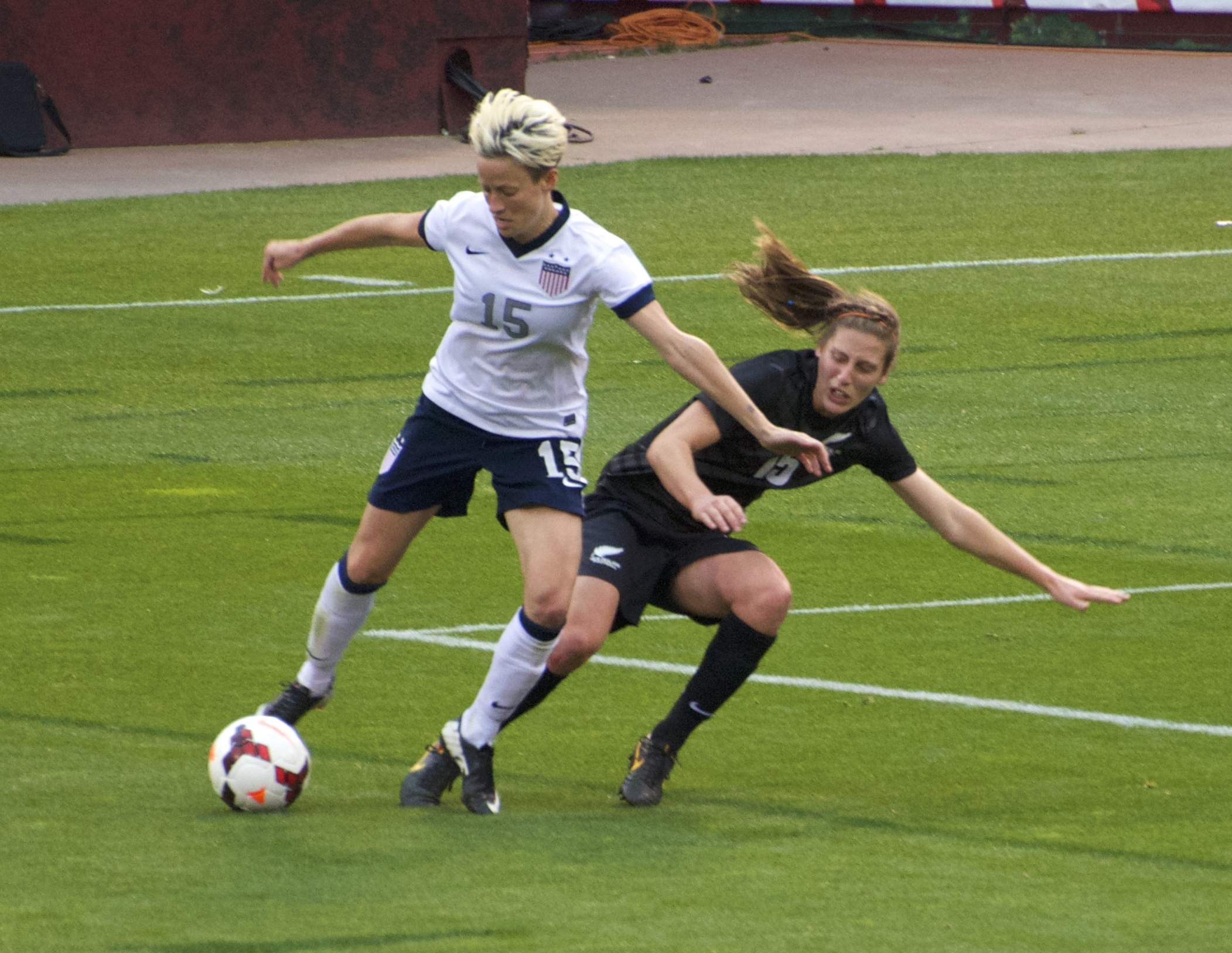
Megan Rapinoe lors du match amical États-Unis-Nouvelle-Zélande à Candlestick Park, le 27 octobre 2013.

Le 13 mars 2013, elle remporte avec sa sélection l'Algarve Cup en battant l'Allemagne (2-0) lors de la finale.
Elle est également élue meilleure joueuse du tournoi, bien qu’elle n’ait disputé que deux des quatre matchs auxquels les États-Unis ont participé. En effet, elle s’est blessée à l’entraînement et n’a pas joué lors de la finale car l’équipe a battu l’Allemagne pour remporter la Coupe de l’Algarve 2013.
Sur un coup de pied de coin lors d’un match amical contre la Corée du Sud le 20 juin 2013, Rapinoe adresse une passe décisive pour le 159e but international d’Abby Wambach, qui bat ainsi le record du monde du plus grand nombre de buts internationaux marqués par un homme ou une femme,. Lors d’un match amical contre la Nouvelle-Zélande au Candlestick Park de San Francisco, en Californie, Rapinoe a marqué le but d’ouverture du match sur un coup franc direct (son 23e but international) pour aider les États-Unis à gagner 4-1. Elle fut nommée joueuse du match.

###### Coupe du monde de la FIFA de2015
En avril 2015, Rapinoe a été nommée dans la formation pour la Coupe du Monde Féminine de la FIFA 2015 au Canada entraînée par l’entraîneure-chef de l’équipe nationale Jill Ellis. Lors du premier match de la phase de groupes de l’équipe contre l’Australie, elle marque le but d’ouverture du match à la 12e minute. Elle a également marqué un deuxième but à la 78e minute. Avec un but supplémentaire marqué par sa coéquipière Christen Press à la 61e minute, les États-Unis l’emportent 3-1[1].
Lors d’un entraînement pour un match à Hawaii, Rapinoe s’est déchiré le ligament croisé antérieur,. Le match de l’équipe nationale pour lequel elle s’entraînait a ensuite été annulé en raison de mauvaises conditions sur le terrain.

###### Coupe du monde de la FIFA de2019

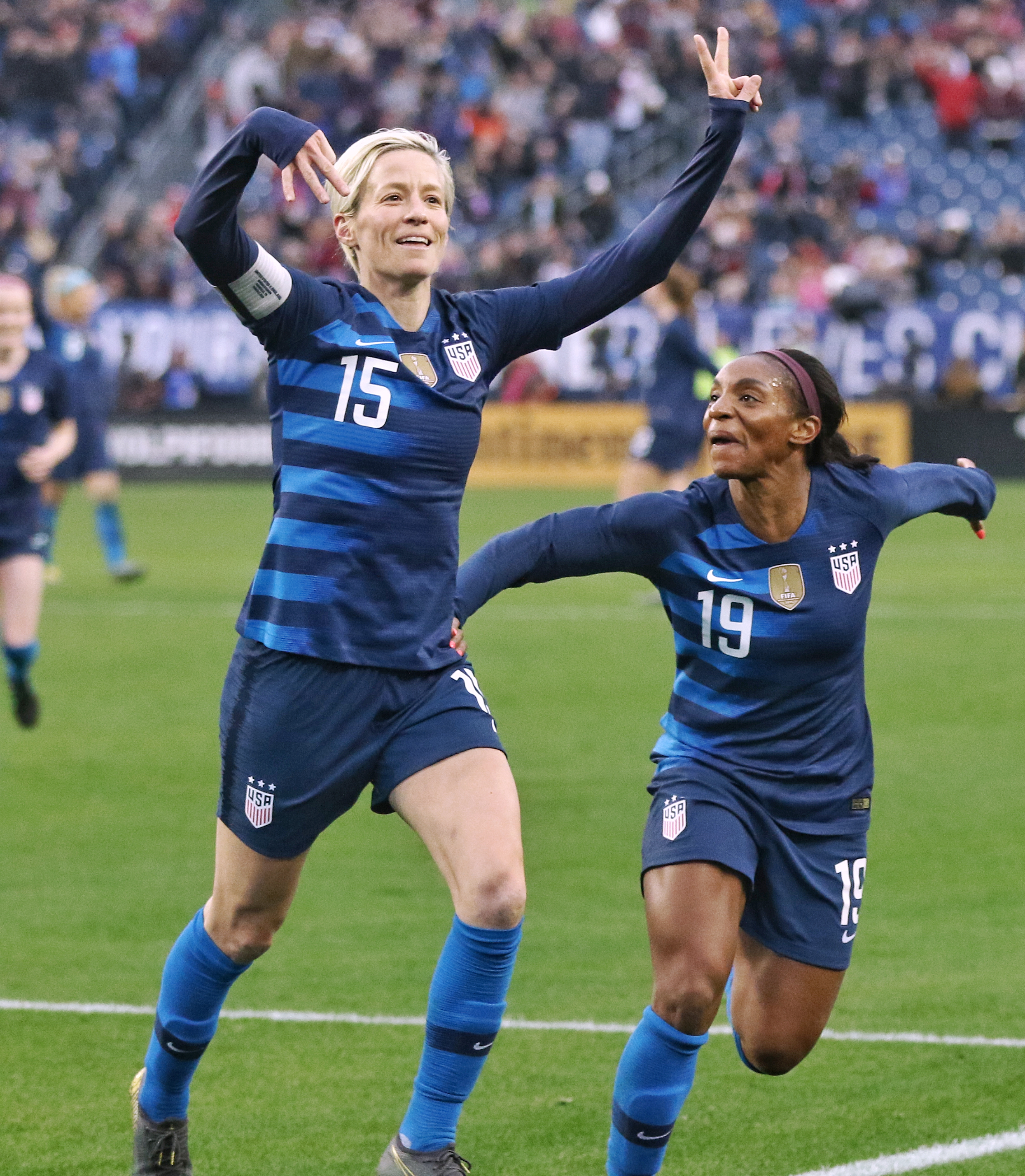
Megan Rapinoe célébrant un but avec sa coéquipière Crystal Dunn, en 2019.

Rapinoe est nommée dans l’effectif des États-Unis pour la Coupe du Monde Féminine de la FIFA 2019 en mai 2019 ; c'est sa 3e participation à une coupe du monde féminine de football. Elle marque le 9e des 13 buts lors du match contre la Thaïlande (13-0),. Les États-Unis se sont qualifiés pour la phase à élimination directe, où ils ont affronté l’Espagne. Rapinoe a marqué deux fois dans une victoire de 2-1 qui a envoyé les États-Unis à un match de quart de finale contre le pays hôte, la France. À la cinquième minute, Rapinoe marque le premier but de son équipe sur un coup franc, puis le deuxième. Les États-Unis passent alors en demi-finale. En raison d’une blessure aux ischio-jambiers, Rapinoe a été forcée de s’absenter de la victoire des États-Unis en demi-finale contre l’Angleterre, mais elle s’est rétablie à temps pour participer à la finale.
Elle ouvre également le score en finale le 7 juillet 2019 à Lyon contre les Pays-Bas, à nouveau sur penalty à la 61e minute, puis Rose Lavelle scelle le score huit minutes plus tard (2-0).
Co-capitaine de la formation américaine avec Alex Morgan et Carli Lloyd de 2018 à 2020, elle est la co-meilleure buteuse du tournoi avec six buts réalisés avec Alex Morgan et l'Anglaise Ellen White. Elle est également désignée par la FIFA meilleure joueuse de cette huitième Coupe du monde,,. Lors de la finale du 7 juillet devant une foule de 57 900 spectateurs au Parc Olympique Lyonnais, Rapinoe a marqué son 50e but international sur un penalty à la 61e minute. Après un deuxième but de sa coéquipière Rose Lavelle, les États-Unis ont battu les Pays-Bas 2-0 pour remporter leur deuxième championnat consécutif de la Coupe du monde,. À 34 ans, Rapinoe est nommée joueuse du match devant l’Anglaise Lucy Bronze et sa partenaire Rose Lavelle, auteur du deuxième but de la finale face aux Néerlandaises. Elle a reçu le Soulier d’Or en tant que meilleure buteuse du tournoi avec six buts, ayant joué moins de minutes que sa coéquipière Alex Morgan et l’Anglaise Ellen White, qui a également inscrit six buts,. Rapinoe a également remporté le Ballon d’or en tant que meilleure joueuse du tournoi.
Après avoir gagnée la Coupe du monde féminine 2019, la ville de New York organise une deuxième parade sous les confettis et est présentée par Robin Roberts à l’hôtel de ville de New York.

###### Jeux olympiques de Tokyo de2020(2021)
En 2021, elle décroche la médaille de bronze aux Jeux olympiques de Tokyo après avoir marqué 2 buts contre l'Australie, les États-Unis gagnant 4-3.

###### Coupe SheBelievesCup de2022
En février 2022, l’entraîneur de l’équipe nationale féminine des États-Unis, Vlatko Andonovski, a annoncé que Rapinoe ne serait pas incluse dans la liste de l’équipe nationale pour la SheBelieves Cup,.

###### Championnat féminin de la CONCACAF
En 2022, elle participe au championnat féminin de la CONCACAF. L'équipe américaine finit championnes.

###### Coupe du monde de la FIFA de 2023
En 2023, elle fait partie des 23 joueuses sélectionnées par Vlatko Andonovski pour participer à la coupe du monde qui a lieu en Australie  et en Nouvelle-Zélande du 20 juillet au 20 août,,.
L'équipe se fait éliminer en 8e de finale à l'issue ou elle entre au cours des prolongations et se finissant en prolongations. Elle manque son tir au but. Elle déclare à ce titre :

« Je reste reconnaissante et heureuse. Je sais que c'est la fin, et c'est triste... mais jouer avec cette équipe, pour ce pays, aura été un honneur... Je garde en mémoire les chants (dans le public) pour l'égalité salariale après la finale (de 2019, à Lyon)... Bien sûr, il y a eu les Coupes du monde disputées, les championnats remportés, mais savoir qu'on a utilisé notre talent pour faire quelque chose qui a changé le Monde pour toujours, c'est ce qui compte le plus pour moi,. »

### Retraite
Le 8 juillet 2023, elle annonce qu’elle va arrêter le football à la fin de la saison de la NWSL avec l'OL Reign à l’âge de 38 ans,,,,. Elle déclare à ce sujet : « C’est avec un profond sentiment de paix et de gratitude que j’ai décidé que ce serait ma dernière saison à jouer à ce beau jeu. Je n’aurais jamais pu imaginer la façon dont le football allait façonner et changer ma vie pour toujours, mais à voir le visage de cette petite fille, elle le savait depuis le début. »,.
Réagissant à son annonce, le sélectionneur américain Vlatko Andonovski a déclaré : « Megan Rapinoe est l'une des joueuses les plus importantes dans l'histoire féminine du football et une personnalité à nulle autre pareille ».
Le 24 septembre, Megan Rapinoe honore sa 203e et dernière sélection avec les États-Unis, à Chicago, face à l’Afrique du Sud,.
Le 6 octobre, elle joue son dernier match avec son club face au Washington Spirit, avant de recevoir un hommage de la part de son club,.
En mars 2024, l'OL Reign décide de retirer le numéro 15 que portait Rapinoe en hommage à sa carrière,,,.

## Palmarès

### En club
- Championne de France en 2013 et en 2014 avec l'Olympique lyonnais
- Vainqueur de la Coupe de France en 2013 avec l'Olympique lyonnais
- Vainqueur du NWSL Shield en 2014, 2015 et en 2022 avec l'OL Reign

### Avec lesÉtats-Unis
- Vainqueur de la Coupe du Monde en 2015 et en 2019
- Vainqueur de SheBelieves Cup en 2018
- Vainqueur de l'Algarve Cup en 2013
- Championne olympique en 2012
- Finaliste de la Coupe du Monde en 2011
- Participation à la Coupe du monde en 2011 (Finaliste), en 2015 (Vainqueur) et en 2019 (Vainqueur)

### Distinctions individuelles
- Élue The Best, Joueuse de la FIFA en 2019[153],[154]
- Élue Ballon d'or féminin en 2019[4]
- Élue Ballon d'or de la Coupe du monde en 2019
- Soulier d'or de la Coupe du monde en 2019 (6 buts)[5]
- Nommée dans l'équipe-type de la FIFA en 2019[154] et en 2020[155]

## Décoration
- Médaille présidentielle de la Liberté (07 juillet 2022)[156],[157]

## Vie privée
Guitariste passionnée, elle est également une fan d’artistes comme Adele, Kings of Leon et Florence and the Machine.
Le 11 juillet 2012, Rapinoe fait son coming out, en tant que lesbienne lors d'une interview pour le magazine Out,, ; elle y révèle qu'elle est en couple avec la joueuse de football australienne Sarah Walsh depuis 2009,,. Elle y explique qu'elle en avait marre d’entendre des propos homophobes lors des discussions concernant le mariage pour tous. « J’ai l’impression que le sport en général est encore homophobe, dans le sens où peu de gens ont fait leur coming-out. » Après environ cinq ans de vie commune, Rapinoe et Walsh mettent fin à leur relation en 2013.
Rapinoe a une relation avec l'artiste de Sub Pop Sera Cahoone. Elles annoncent leurs fiançailles en août 2015.
En juillet 2017, la basketteuse quadruple championne olympique Sue Bird dévoile sa relation avec Megan Rapinoe.
En 2018, Bird et Rapinoe sont devenus le premier couple homosexuel à faire la couverture de The Body Issue d’ESPN. Après 4 ans de relation avec Sue Bird, elle la demande en mariage à Antigua, le vendredi 30 octobre 2020, ce que Sue Bird accepte.
Fin 2019, Megan Rapinoe fait une apparition dans le troisième épisode de la série américaine The L Word: Generation Q, où elle interprète son propre rôle.
En novembre 2020, elle publie — avec l'aide d'Emma Brockes — son autobiographie, One Life.
En 2023, elle est la 8e joueuse la mieux payée du Mondial 2023 avec un salaire de 700 000 $, plus 6 300 000 $ en dehors du terrain,,.

## Prises de positions

### Rôle du football
Le 10 juillet 2019 — après la victoire des États-Unis à la Coupe du Monde Féminine de la FIFA 2015 —, Rapinoe et ses coéquipières sont devenues la première équipe sportive féminine à être honorée par une parade sous les confettis sur le Canyon des Héros de Broadway à New York. Chaque joueuse a reçu une clef de la ville de la part du maire Bill de Blasio. Devant l'hôtel de ville de New York, elle prononce un discours où elle déclare :

« C'est de mon devoir de vous dire cela : nous devons être meilleurs… Nous devons aimer davantage, haïr moins. Nous devons écouter plus et moins parler. Nous devons savoir que c'est de la responsabilité de chacun. C'est de notre responsabilité de rendre ce monde meilleur. Je pense que cette équipe fait un travail incroyable pour porter tout cela sur ses épaules. Oui, on fait du sport ; oui, on joue au football ; oui, on est des femmes athlètes, mais on est beaucoup plus que ça […] Comment rendez-vous vos proches meilleurs au quotidien ? […] Donnez plus, soyez plus grands, meilleurs que vous ne l'avez jamais été,. »

## Références

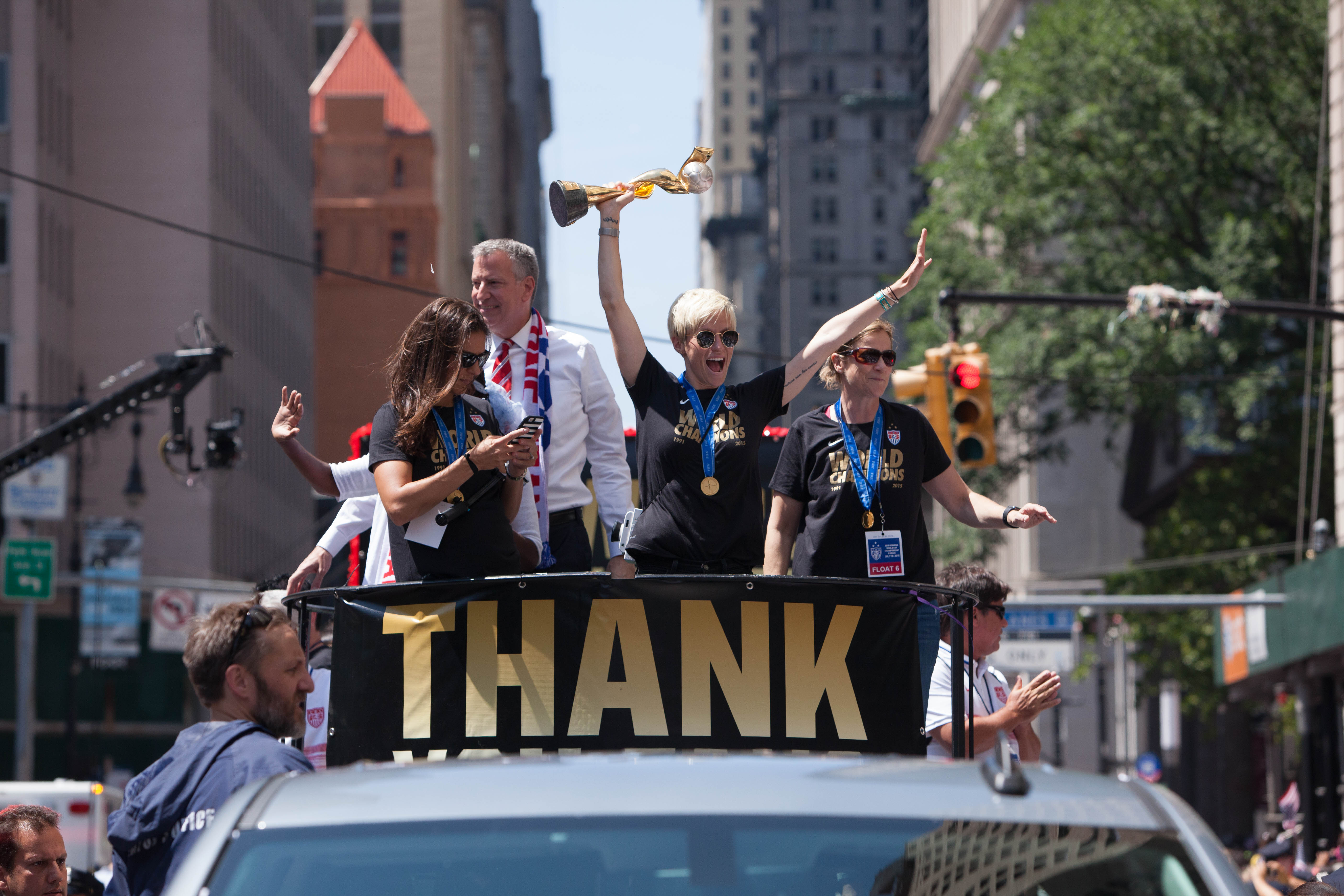
Megan Rapinoe célébrant sa victoire à la Coupe du monde 2015, à New York.

### Soutien à Colin Kaepernick
Le 4 septembre 2016, lors d’un match à Chicago contre les Red Stars, Rapinoe s’est agenouillée pendant l’hymne national en solidarité avec Colin Kaepernick, le quarterback des 49ers de San Francisco qui a refusé de se lever pendant l’hymne pour protester contre l’injustice raciale, l’oppression des minorités,,, ainsi contre les violences policières à l'égard des Afro-Américains,. Depuis, Rapinoe boycotte l'hymne américain avant les matches,. Après le match, elle a déclaré :

« C’était un petit clin d’œil à Kaepernick et à tout ce qu’il défend en ce moment. Je pense que c’est en fait assez écœurant la façon dont il a été traité et la façon dont beaucoup de médias l’ont couvert et l'ont traité de manière biaisée. [...] En tant qu’Américaine gay, je sais ce que cela signifie de regarder le drapeau et de le voir ne pas protéger toutes vos libertés. C’était quelque chose de petit que je pouvais faire et quelque chose que j’ai l’intention de continuer à faire à l’avenir et, espérons-le, de susciter une conversation significative à ce sujet,,. »

À cause de cette action, elle a, pendant un temps, été écartée de la sélection nationale. Elle déclarera par la suite que ce geste lui est apparu comme « un impératif plutôt qu'un choix ».

### Différences de traitements avec l'équipe masculine
Lors de la coup du monde de 2014, l'équipe féminine devait jouer dans six stades, dont cinq avec de la pelouse artificielle. Cela n'est pas le cas de l'équipe masculine. Megan Rapinoe a critiqué cette différence de traitement.

### Critique de la politique de Donald Trump
Lors de la coupe du monde 2019 en France, elle refuse de chanter l'hymne national américain, en signe de protestation contre la politique menée par Donald Trump concernant les minorités,. Elle affirme à plusieurs reprises son refus de se rendre à la Maison-Blanche pour répondre à une éventuelle invitation du président Donald Trump après le succès américain,. « Je pense que je dirais que votre message exclut des gens. Vous m'excluez. Vous excluez les gens qui me ressemblent. », dit-elle.
À cause de ces prises de position contre Donald Trump, elle est régulièrement la cible de harcèlement,.

### Égalité salariale

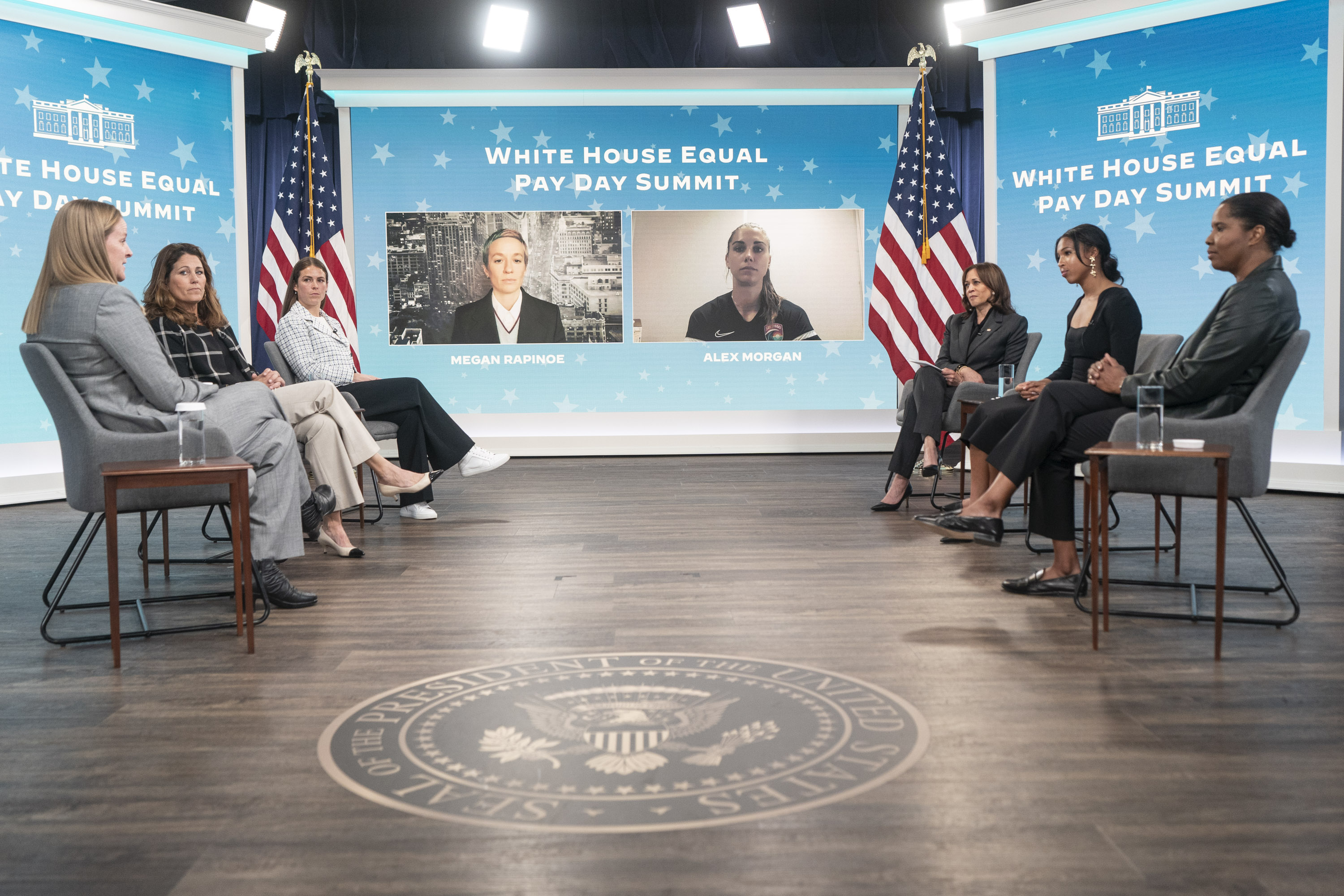
Kamala Harris avec les joueuses de l'USWNT lors de Somment sur l'égalité salariale à la Maison-Blanche.

Bien que les résultats sportifs de l’équipe féminine de foot soient supérieurs à ceux de leurs collègues masculins, les salaires n’en restent pas moins nettement inférieurs.
Rapinoe proteste contre cette différence de salaires entre les joueurs masculins et féminins,. Avec elle, l'équipe féminine américaine engage notamment un contentieux retentissant fait à la Fédération américaine de football auprès de la Commission de l’égalité des chances en matière d’emploi (Equal Employment Opportunity Commission, EEOC), en raison des différences de traitement de rémunérations entre joueurs et joueuses de l'équipe nationale existants depuis 2016,,. La plainte porte sur « discrimination de genre institutionalisée ».
En mai 2017, un juge a rejeté des éléments clef de la poursuite, y compris la plainte concernant le fait d’avoir reçu un salaire inférieur à celui de l’équipe masculine américaine, mais a autorisé d’autres réclamations à passer au procès,,.
En mars 2021, elle se rend à la Maison-Blanche pour défendre devant Joe Biden cette idée d'une égalité salariale, qui est finalement adoptée en 2022 par la fédération américaine de football pour les personnes jouant en équipe nationale, : les salaires entre les équipes féminines et masculines sont désormais identiques, aussi bien pour les matches amicaux ou en compétition, les primes, ainsi que celles versées par la Fifa pour les participations aux Coupes du monde. Pour ce qui est des revenus "commerciaux", notamment ceux liés à la diffusion des matches ou aux partenariats, ils sont maintenant aussi partagés à égalité entre les deux équipes.
En octobre 2022, La FIFPro a reçu une lettre signée par 150 joueuses internationales demandant à la FIFA une égalité de prize money entre les compétitions masculines et féminines. La FIFA a annoncé au cours du 73e Congrès de son histoire qui se tient actuellement à Kigali au Rwanda une augmentation du prize money pour la Coupe du monde féminine 2023 d'environ 265% par rapport à l'édition 2019.
En janvier 2023, la footballeuse islandaise Sara Björk Gunnarsdóttir annonce que son club, l'olympique lyonnais, n'a versé qu'une partie de son salaire pendant sa grossesse. Megan Rapinoe a par la suite déclaré que « C’est tout à fait honteux de la part de l’OL. Vous aimez tous dire à quel point vous soutenez les femmes, mais le calcul n’est pas bon. Je vous implore d’être le club qui soutient TOUJOURS les femmes, et non le club qui le faisait autrefois. »,,.

### Soutien à Brittney Griner
Pendant la remise de la médaille présidentielle de la liberté le 8 juillet 2022, elle porte un tailleur blanc avec les inscriptions BG sur le col, en soutien à la joueuse de basket Brittney Griner, détenue en Russie,,.

### Philanthropie
Rapinoe a fait du travail philanthropique pour le Gay, Lesbian & Straight Education Network (GLSEN) et le Comité olympique et paralympique des États-Unis,.
En 2013, elle est devenue ambassadrice d’Athlete Ally, un organisme à but non lucratif qui se concentre sur l’élimination de l’homophobie et de la transphobie dans le sport.
Depuis 2015, son nom fait partie du National Gay and Lesbian Sports Hall of Fame.
En septembre 2017, Rapinoe et sa coéquipière américaine Alex Morgan faisaient partie d’un groupe de joueurs de football qui se sont inscrits à la campagne « Common Goal » créée par Juan Mata de Manchester United. En tant que participants à la campagne, les joueurs font don d’un pour cent de leur salaire individuel pour soutenir d’autres organismes de bienfaisance liés au football. Rapinoe et Morgan ont été les deux premières joueuses à signer pour la campagne.

### Droit à l'avortement
Elle se montre attachée au respect du droit à l'avortement après sa révocation par la Cour suprême. Elle déclare : « Je pense qu'ils agissent de manière incroyablement irresponsable et inappropriée. J'encourage les gens à prendre du recul, à faire preuve de compassion et d'humanité ».

### Politique
En décembre 2019, Rapinoe a soutenu Elizabeth Warren lors des primaires présidentielles du Parti démocrate de 2020.
Lors de la soirée d’ouverture de la Convention nationale démocrate de 2020, Rapinoe a organisé un panel avec des travailleurs de première ligne de la pandémie de COVID-19.

### Abus sexuels
Après la sortie d'un rapport rédigé par Sally Yates, ancienne Procureure générale des Etats-Unis et le cabinet d’avocats King & Spalding,, regroupant le témoignage de plus de 200 joueuses du championnat américain faisant état « des commentaires à connotation sexuelle, des avances, des attouchements non désirés et des rapports sexuels forcés au sein de la Ligue nord-américaine (NWSL) et même dans des structures dédiées aux jeunes joueuses », Megan Rapinoe s'est empressée avec sa coéquipière Alex Morgan de dénoncer cette inaction. Megan Rapinoe a notamment déclaré « Elles n’ont pas du tout protégé les joueuses pendant toutes les années où cela se produisait. Chaque année, il y avait de nouvelles révélations concernant des entraîneurs (…) Que cela soit pour la Fifa ou les fédérations, il faut un système de signalement efficace en lequel les joueuses aient confiance », concluant « Nous sommes en colère et épuisées mais solidaires et unies. C’est triste à dire mais d’une certaine façon, nous avons l’habitude d’être confrontées à des choses de ce genre »,.
En 2023, elle a également déclaré « C'est difficile pour les joueuses. Certaines ont joué avec ces clubs et ces entraineurs, ont vraisemblablement été abusées d'une manière ou d'une autre dans des contextes différents. Cela peut réveiller des traumatismes »,.

### Soutien à Wendie Renard
Après l'annonce de Wendie Renard de démissionner de l'équipe de France pour ne pas « cautionner le système actuel bien loin des exigences requises par le plus haut niveau », Megan Rapinoe annonce la soutenir dans sa démarche,,.

### Soutien à la communauté transgenre
Elle a à plusieurs reprises déclaré son soutien à la communauté transgenre,.
Dans une interview donnée au Time, elle déclare « Je soutiens à 100 % l’inclusion des personnes trans. Les gens n’en savent pas grand-chose. Il nous manque presque tout. Franchement, je pense que ce que beaucoup de gens connaissent, ce sont des versions des points de discussion de la droite parce qu’ils sont très bruyants. Ils sont très cohérents et implacables. »,.
En 2023, elle déclare son opposition à un projet du Congrès américain visant à écarter les personnes transgenres des sports féminins,.

### Luis Rubiales
Lors du coupe du monde de football de 2023, Jennifer Hermoso a été embrassée sur la bouche par Luis Rubiales. Megan Rapinoe a déclaré à ce sujet dans une interview pour The Atlantic : « Cela m’a fait réfléchir à tout ce que nous devons endurer. Pensez à tout ce que l’équipe espagnole a dû supporter : certaines des joueuses qui ont protesté l’année dernière ne font toujours pas partie de l’équipe. Peut-être que cela les a galvanisées, mais on ne devrait pas avoir à subir cela. [...] Il y a une autre image qui montre un niveau de misogynie et de sexisme si profond dans cette fédération et dans cet homme au coup de sifflet final, qui se saisit l’entrejambe. Dans quel monde à l’envers vivons-nous ? Sur la plus grande scène, où l’on devrait célébrer, Jenni a été physiquement agressée par ce type ».

## Controverses
Lors de la Coupe du monde 2019 en France, en sortant des vestiaires du Parc des Princes après la victoire des États-Unis contre la France, Megan Rapinoe déclare : « On ne peut pas gagner une compétition sans des gays dans une équipe. Ça n'a jamais été fait avant, c'est scientifique, c'est prouvé »,.
Le journaliste d'investigation Romain Molina accuse Megan Rapinoe d'être « plus intéressée pour prendre de l'argent que pour défendre des gamines », en évoquant des viols sur mineures à Haïti dont la joueuse aurait eu connaissance.
Lors de son dernier match elle est victime d'une blessure. À la suite de ça, elle déclare lors d'une conférence de presse : « Je ne suis pas religieuse du tout, mais si Dieu existait et ça c'est la preuve qu'il n'existe pas, parce que c'est vraiment n'importe quoi. C'est du foutage de gueule, genre on joue depuis six minutes, je me fais le tendon d'Achille. ». Cette phrase prononcée sur le ton de la plaisanterie, a valu à Rapinoe de nombreuses autres critiques.

## Sponsors
Rapinoe a signé des accords d’endossement avec Nike et Samsung,. Elle est ainsi apparue dans plusieurs publicités pour Nike tout au long de sa carrière,.
En 2013, elle est apparue dans des publicités pour la société de vêtements Wildfang.
En 2016, elle est apparue dans des publicités télévisées et des publicités imprimées pour Vitamin Water d’Energy Brands. La même année, elle apparaît dans une publicité Nike mettant en vedette Cristiano Ronaldo. Elle a également été parrainée la même année par Procter & Gamble, BodyArmor, Hulu et VISA.
En 2020, Megan Rapinoe a signé un contrat pour devenir égérie pour la marque de vêtements Loewe,.
En 2021, elle a été annoncée comme l’un des nouveaux visages de Victoria’s Secret et est apparue dans des publicités pour Subway.

## Dans la culture populaire

### Presse écrite
Rapinoe a été présentée le 6 août 2012, dans l’édition de Sports Illustrated et est ainsi devenue la première femme ouvertement gay à figurer en maillot de bain pour ce magazine. Elle est également dans l’édition de juillet 2012 de Out. L’édition du 11 avril 2013 du New York Times a publié un article sur ses expériences en France, avec l’équipe nationale et avant les Jeux olympiques de 2012.
En juillet 2014, elle a été présentée dans The Body Issue d’ESPN.
En 2019, elle est devenue la première femme ouvertement gay dans le numéro annuel de Sports Illustrated Swimsuit Issue. Elle a été présentée sur plusieurs couvertures de Sports Illustrated,, Marie Claire et InStyle la même année.
Elle fait partie des 100 personnes les plus influentes du magazine Time pour les années 2020 et 2023,,.

### Télévision et cinéma
Rapinoe a fait des apparitions dans The Today Show, The Rachel Maddow Show,, Meet the Press, Good Morning America,, et Jimmy Kimmel Live,.
En 2016, Rapinoe a joué avec ses coéquipières Hope Solo et Crystal Dunn dans une docu-série intitulée Keeping Score diffusée par Fullscreen. Les épisodes suivent les athlètes alors qu’ils se préparent pour les Jeux olympiques de Rio de 2016 et abordent des questions telles que l’égalité salariale et le racisme.
En février 2019, elle a été présentée dans la publicité « Dream Crazier » de Nike avec Serena Williams, Simone Biles, Ibtihaj Muhammad, Chloe Kim et d’autres athlètes féminines.
En 2020, Rapinoe fait une apparition dans The L Word: Generation Q de Showtime,. Son autobiographie One Life est adapté en mini-série par Sony et HBO diffuse un talk show intitulé Seeing America With Megan Rapinoe.
En 2021, elle participe au documentaire Let's Fucking Go! qui suit le procès qui oppose plusieurs d'entre elles à la Fédération américaine de foot qu'elles poursuivent pour une question d'inégalité salariale.
En 2022, Netflix sort un dessin animé mettant en scène différentes joueurs et joueuses de football, dont Megan Rapinoe.
Elle intervient dans le documentaire Comme des lionnes qui traite de l'histoire du football féminin.

### Livres
Elle fait partie des 89 personnalités féminines présentées dans le livre Le Kididoc des héroïnes (2023) destiné à « parler aux enfants de femmes inspirantes ».
L'autrice et dessinatrice Chloé Célérien a sorti un libre intitulé Génération poing levé (2021) « contre les discriminations avec une série de masterclass sur l'égalité hommes-femmes dans le sport ».
Elle a sorti une autobiographie en novembre 2020 qui est devenu un best-seller du New York Times. Les droits ont été achetés par Sony Pictures Television pour une adaptation.

### Jeux vidéo
Rapinoe a été présentée avec ses coéquipières nationales dans la série de jeux vidéo FIFA d’EA Sports à partir de FIFA 16, la première fois que des joueuses ont été incluses dans le jeu.
En septembre 2015, elle a été classée par EA Sports comme la joueuse no 2 après sa coéquipière Carli Lloyd.
Dans FIFA 2023, elle obtient la note de 86, la deuxième meilleure note derrière celle d'Alex Morgan,.

### Honneurs de la Maison-Blanche et du Congrès, et labyrinthe de maïs

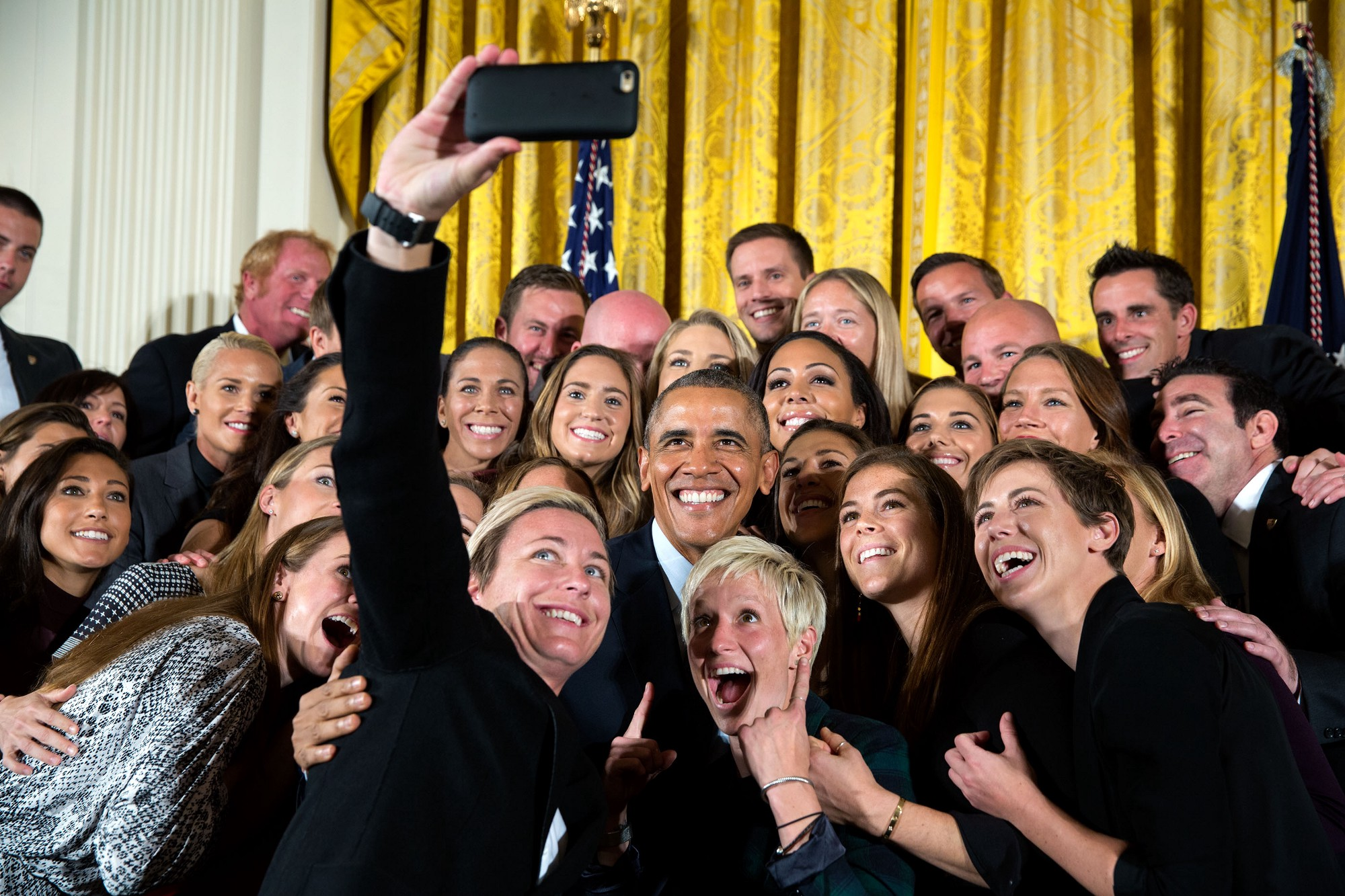
Selfie réalisé lors de la réception de l'équipe nationale à la maison blanche par Barack Obama, en 2015.

En septembre 2015, la ferme à thème Hawes (Anderson, Californie) construisit un labyrinthe de maïs en forme de visage de Rapinoe. En octobre de la même année, l’équipe est invitée par le président Barack Obama à la Maison Blanche.
Rapinoe et ses coéquipières ont été invitées au Capitole par le sénateur Chuck Schumer et les membres du Congrès Alexandria Ocasio-Cortez, Ayanna Pressley et Nancy Pelosi.

## Publication
- One Life, Stock, 2020,  (ISBN 9782234091139)